# Chastel-Nouvel
Chastel-Nouvel – miejscowość i gmina we Francji, w regionie Oksytania, w departamencie Lozère.
Według danych na rok 1990 gminę zamieszkiwało 565 osób, a gęstość zaludnienia wynosiła 18 osób/km² (wśród 1545 gmin Langwedocji-Roussillon Chastel-Nouvel plasuje się na 486. miejscu pod względem liczby ludności, natomiast pod względem powierzchni na miejscu 170.).